# Юрай Калиняк
Юрай Калинак (слов.: Juraj Kaliňák; 13 липня 1899 — 7 серпня 1980) — чехословацький політик і депутат Національних зборів від Республіканської партії землеробського та дрібноселянського населення (аграріїв).

## Життєпис
За даними 1930 р. за фахом хлібороб у Вишньому Свиднику.
На парламентських виборах 1929 р. отримав мандат до Національних зборів.

### Зовнішні посилання
- Обіцянка Юрая Калиняка в Національних зборах у 1929 році